# Castelo de Condat
O Château de Condat é um chateâu que foi desenvolvida a partir de um castelo do século 15 na comuna de Bouziès, no departamento de Lot, na França.
A construção data dos séculos XV, XVII e XVIII. O actual castelo é composto por dois edifícios, de tamanhos diferentes, unidos em ângulos rectos. Era parte de uma estrutura mais importante e muito mais antiga. O rés-do-chão é ocupado por caves, uma das quais abobadada. Perto dele encontra-se um pombal cilíndrico que pertence ao castelo.
O castelo é propriedade privada. Está classificado desde 1987 como monumento histórico pelo Ministério da Cultura da França.